# マンスリーモーターサイクルビデオマガジン RIDE ON
『マンスリーモーターサイクルビデオマガジン RIDE ON』（マンスリーモーターサイクルビデオマガジン ライドオン）は、かつてコンビニエンスストアだけで毎月販売されていたオートバイ情報のビデオマガジン。

## 概要
バイク雑誌のブーム期で、多数発刊されていた80年代後半～90年代に発売。従来の紙媒体ではなく、ビデオ動画で伝えるコンセプトで製作された。
販売チャンネルは書店を介さず、コンビニエンスストアのみで販売という特殊な方法であった。ビデオはベータマックス版は無くVHSのみ。約45分。製作は、禅プランニング。

## レギュラー出演者
- モータージャーナリスト
  - 広瀬達也
  - 福田照男
  - 宮崎敬一郎
  - 村岡力

- ナレーション
  - みし奈昌俊

## 各号の内容

### №1
- スズキコブラ試乗
- ヤマハ・セロー89＆87インプレッション
- ドクター須田チューニングマジック
- カワサキ・GPZ900R
- 東京モーターショー

### №2
- ホンダ・VFR750R(RC30)試乗